# Marsch durch die Institutionen
Der Marsch durch die Institutionen ist eine 1967 von Rudi Dutschke artikulierte Methode, die eine langfristige politisch-strategische Perspektive der damals noch hauptsächlich studentisch geprägten Protestbewegung in einem inhaltlich linkssozialistisch gemeinten Sinn, den später ideologisch zunehmend heterogenen Konzepten der sogenannten Neuen Linken folgend, anmahnte. Diese Strategie steht zugleich als Schlagwort für den Höhepunkt der Studentenbewegung der 1960er Jahre, der mit dem Beginn des Zersplitterungs- und Auflösungsprozesses der Bewegung bzw. deren führender Organisation, dem Sozialistischen Deutschen Studentenbund (SDS), einherging.
Die Formulierung erinnerte an den Langen Marsch von Mao Zedong. Inhaltlich markiert sie den Übergang von einer reinen Studentenbewegung zur Außerparlamentarischen Opposition der Jahre 1966 bis 1969.

„Heute würden Permanenzrevolutionäre, nicht Wortschwätzer (die Revolutionsdiskussion ist inzwischen von uns als Ersatz für die praktische Arbeit entlarvt worden), die in den Fabriken, in den landwirtschaftlichen Großbetrieben, in der Bundeswehr, in der staatlichen Bürokratie systematisch den Laden durcheinanderbringen, von allen Lohnabhängigen vollkommen akzeptiert werden… Den ,Laden in Unordnung bringen’ heißt nur, die Lohnabhängigen und andere mehr unterstützen, bei ihnen lernen, neue revolutionäre Fraktionen herauszubrechen. Die Permanenzrevolutionäre können immer wieder hinausgeworfen werden, immer wieder in neue Institutionen eindringen: Das ist der lange Marsch durch die Institutionen.“

Es geht also beim Marsch durch die Institutionen eher um eine Zerstörung der Institutionen von innen (Anti-Institutionalismus) als um eine Machtergreifung einer „Linken“.
Seit den 1990er Jahren bezeichnet der Ausdruck Marsch durch die Institutionen die Annahme, dass diese von Dutschke skizzierte Form der Machtergreifung tatsächlich erfolgt sei. Jürgen Busche (2003) argumentiert, dass der „lange Marsch durch die Institutionen“ der 68er-Bewegung (eine Mischung aus Studentenbewegung, außerparlamentarischer Opposition und den verschiedenen politischen und sozialen Bewegungen der 1970er Jahre, vgl. Neue Soziale Bewegungen) im Zentrum der Macht endete und 68er heute die Schaltstellen des Staates, der Wirtschaft und der Universitäten besetzen und dadurch eine gesamtgesellschaftliche Diskurshoheit errangen.
Den historischen Hintergrund für diese Annahme bilden  Entwicklungen seit den 1970ern einerseits innerhalb der intellektuellen Elite, andererseits in den Wertevorstellungen in der Bevölkerung:
1. Die Generation der 68er griff das von ihren neomarxistischen Professoren der Frankfurter Schule vertretene ideologiekritisch geprägte Gedankengut auf. Ein kleiner Teil der damals beteiligten Studenten hat auch trotz der Berufsverbote und Radikalenerlasse in der Politik, im öffentlichen Dienst und in den Medien Karriere gemacht und versucht, dieses Gedankengut der Gesellschaftsveränderung durchzusetzen.
2. Parallel zu den genannten Bewegungen gab es einen breiten gesellschaftlichen und politischen Einstellungswandel, der weite Teile der Bevölkerung ergriffen hatte und dadurch tatsächlich zu veränderten gesellschaftlichen Diskursen geführt hatte. Dieser allgemeine Wertewandel kam teilweise bereits Ende der 1970er Jahre zum Erliegen („roll back“), während andere neu entstandene oder wesentlich durch die sogenannten Neuen sozialen Bewegungen der 1970er Jahre neu verbreitete Werte wie Umweltbewusstsein oder Gleichberechtigung bis heute in fast allen politischen Parteien eine Rolle spielen.